# Nicolas Ier d'Opava
Nicolas Ier d'Opava (en tchèque : Mikuláš I. Opavský), né vers 1255 et mort le 25 juillet 1318 à Brno, fut le premier duc d'Opava de 1269 à 1278 puis de 1281 à 1289 et enfin de 1306 jusqu'à sa mort.

## Origine
Nicolas est le fils naturel du roi Ottokar II de Bohême et de sa maitresse Agnès de Kuenring, noble autrichienne et courtisane de la reine Marguerite de Babenberg. Il est légitimé par son père, le 6 octobre 1260 avec l'accord du pape Urbain IV, mais exclu de la succession paternelle. Il est élevé à la cour royale de Prague ; il a suivi son père au cours de ses campagnes.

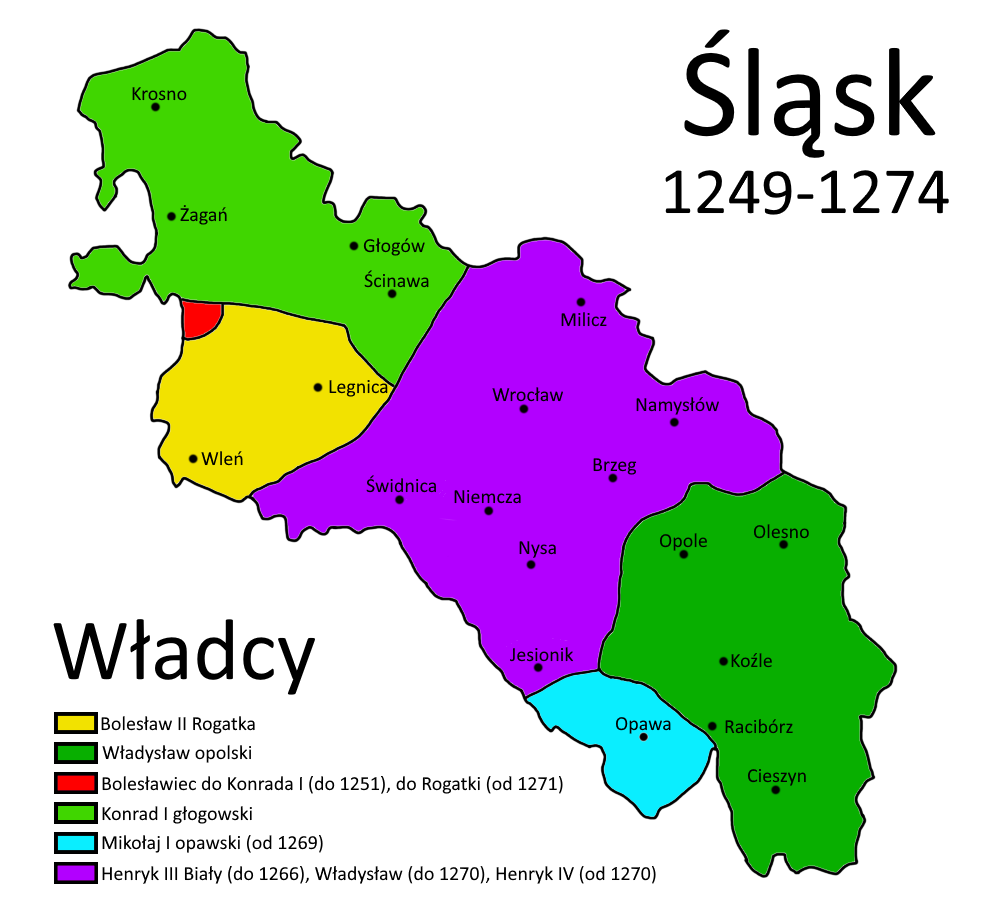
La Silésie entre 1249 et 1274, le duché d'Opava en bleu clair.

Comme son demi-frère Venceslas II est l'héritier du royaume de Bohême, Nicolas reçoit de son côté en novembre 1269 le nouveau duché d'Opava, domaine fondé dans un territoire dépendant du margraviat de Moravie centré sur la cité d'Opava (en allemand : Troppau), aujourd'hui la capitale de la Silésie tchèque. Il devient ainsi l'ancêtre d'une lignée cadette de la dynastie des Přemyslides régnant en tant ducs silésiens, qui s'éteint à la mort du duc Valentin de Ratibor en 1521.
Il combat aux côtés de son père lors de la fatale bataille de Marchfeld en 1278 et il est fait prisonnier par les forces du roi Ladislas IV de Hongrie. Il retrouve son duché en 1281 sur l'intervention du vainqueur Rodolphe Ier de Habsbourg, roi des Romains, dont il épouse ensuite une nièce putative, Adélaïde de Habsbourg. En 1281, il se battait contre l’évêque Thomas II de Wrocław dans la principauté de Neisse, jusqu'à ce qu'un règlement de paix est réalisé sous l'égide du duc Henri IV le Juste. Plus tard, néanmoins, il voit sa souveraineté sur son duché contestée par la veuve de son père, Cunégonde de Slavonie qui s'était retirée au château de Hradec dans la région et il perd son domaine encore une fois en 1289.
Nicolas Ier récupère le duché d'Opava en 1306 après le meurtre du dernier représentant légitime des Přemyslides, le roi Venceslas III de Bohême qui est assassiné le 4 août à Olomouc. La couronne de Bohême passe alors au beau-frère de Venceslas III, Henri de Goritz, duc de Carinthie, et Nicolas doit accepter que son duché soit engagé en 1308 en faveur du duc silésien Boleslas III le Prodigue, mari de la sœur de Wenceslas III, la duchesse consort Marguerite de Bohême. Le successeur du roi Henri, Jean Ier de Luxembourg lui-même époux d'une autre sœur de Venceslas III, Elisabeth de Bohême, rachète le duché engagé en 1311 et en 1318 il le restitue après la mort de Nicolas Ier, le 25 juillet à son fils Nicolas II d'Opava.

## Union et postérité
En 1283/1285 Nicolas épouse une nièce putative de Rodolphe Ier de Habsbourg nommée Adelheid († 1313) ils ont trois enfants:
- Nicolas II duc d'Opava
- Venceslas (né vers 1290 avant le 5 mars 1324; chanoine à Prague et Olomouc, † 1367)
- Jean (né vers 1300 † 1325).

### Source de la traduction
- (en) Cet article est partiellement ou en totalité issu de l’article de Wikipédia en anglais intitulé « Nicholas I, Duke of Troppau » (voir la liste des auteurs).

### Articles liés
- Přemyslides
- Duché d'Opava